# Max Miedinger
Max Miedinger, né le 24 décembre 1910 à Zurich et mort le 8 mars 1980 à Zurich, est un créateur de caractères suisse.

## Biographie

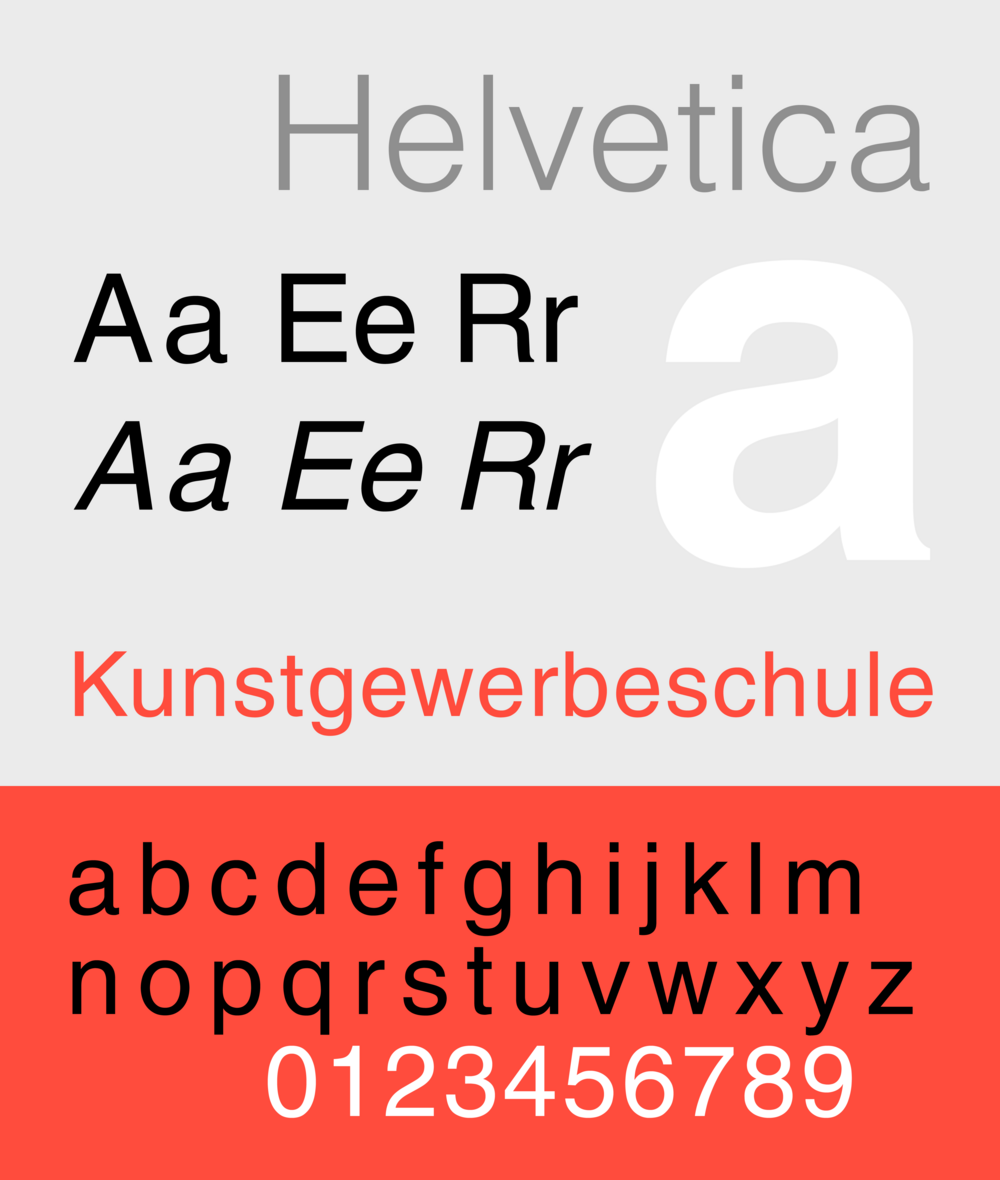
Helvetica, fonte dessinée par Max Miedinger.

Dès l'âge de 16 ans, de 1926 à 1930, Max Miedinger fait son apprentissage du métier de compositeur de typographie auprès de l'imprimeur Jacques Bollmann à Zurich. Son apprentissage achevé, il travaille de 1930 à 1936 pour diverses entreprises, tout en suivant les cours du soir à la Kunstgewerbeschule de Zurich (École des arts appliqués). Il occupera successivement les postes de typographe à l’atelier de publicité du grand magasin Globus à Zurich, de 1936 à 1946, de conseiller clientèle et vendeur de polices à la fonderie Haas à Münchenstein, puis à Bâle, de 1947 à 1956. 
Durant cette période, il dessine pour Haas un caractère de titrage, nommé Pro Arte, édité en 1954.

### Création de l'Helvetica
Max Miedinger est de retour à Zurich, en tant que graphiste indépendant, lorsque Edouard Hoffmann, le directeur de la fonderie Haas, le charge en 1956 de dessiner une nouvelle police de caractères Grotesk. Elle est présentée officiellement, sous le nom Neue Haas Grotesk, à l'occasion de Graphic 57, grande exposition de l'industrie graphique qui a lieu au Palais de Beaulieu, à Lausanne. Seule la série demi-gras (corps 20) est alors présentée.
En 1960, complétée par les séries maigre, gras et italique, la fonte est commercialisée sous le nom Helvetica. Publication de la Neue Helvetica, s’inspirant de l’ancienne Helvetica, par Linotype en 1983. Tous les droits sont cédés à Linotype en 1989.

## Sources
- Lewis Blackwell, Typo du XXe siècle, Flammarion, coll. « Arts graphiques », 215 p. (ISBN 978-2-08-011292-7).
- Revue Étapes, design et culturelle visuelle (anciennement Étapes graphiques).
- Friedich Fridl, Typographie. Quand, qui, comment, Konemann Verlag, 1998, 292 p. (ISBN 978-3-89508-473-7 et 3-89508-473-5).
- Damien Gauthier, Typographie, guide pratique, Paris, Pyramid, 1998, 100 p. (ISBN 978-2-910565-05-3 et 2-910565-05-X).
- David Rault, Guide pratique de choix typographique, Atelier Perrousseaux, 256 p.  (ISBN 978-2911220937)
- Joep Pohlen, La Fontaine aux lettres : sur les caractères d'impression, Fontana, 2011, 638 p. (ISBN 978-3-8365-2511-4 et 3-8365-2511-9).
- Fabienne Siegwart, Typographie, du plomb au numérique, Dessain et Tolra, 2003 (ISBN 978-2-04-720093-3).
- (en) Erik Spiekermann, FontBook : Digital Typeface Compendium, FontShop International (ISBN 978-3-930023-02-8).
- (en) Type cosmic, 2003, 790 p. (ISBN 978-3-8228-9238-1).
- Type-One : discipline and progress in typography, Die gestalten Verlag, 2004, 207 p. (ISBN 978-3-89955-056-6 et 3-89955-056-0).